# Хорнс-Риф (ВЭС)
ВЭС Хорнс-Риф (дат. Horns Rev) — крупная офшорная ветроэлектростанция Дании, расположена в 15 км на запад от мыса Блавандс на востоке Северного моря. Станция названа по имени отмели, на которой она находится. Общая установленная мощность трех очередей станции составляет 777 МВт.

## Основные сведения
Строительство 1-й очереди станции было начато в 2000-2001 гг, ввод в эксплуатацию произошел в 2002 году. Очередь станции расположена на участке 5 × 3,8 км, всего оснащена 80-ю генераторами Vestas V-80 мощностью 2,0 МВт каждый, расстояние между турбинами 560 м.
Строительство 2-й очереди станции было начато в мае 2008 года, введена в эксплуатацию в сентябре 2009 года. Очередь станции оснащена 91 генераторами SWT 2.3-93, производства Siemens, каждый мощностью 2,3 МВт.
Строительство 3-й очереди станции было начато в 2015-2016 гг, начала вырабатывать электроэнергию для сети в декабре 2018 года. Всего очередь включает 49 генераторов V-164, производства Vestas, каждый мощностью 8,3 МВт. 

## Интересные факты
- Исторически, станция является первой крупной офшорной ВЭС в Северном море, на момент ввода в эксплуатацию 1-й очереди в 2002 году, она была крупнейшей в мире офшорной ВЭС;
- ВЭС Хорнс-Риф является первой офшорной станцией, оснащенной генераторами V-164 мощностью 8,3 МВт[6];
- Участок моря, который занимает 3-я очередь станции, занимало минное поле времен 2-й мировой войны, перед установкой турбин и прокладкой подводных коммуникаций ВЭС производилось разминирование этого участка моря;
- Все три очереди оснащены собственными офшорными трансформаторными станциями на платформах, трансформаторная станция 2-й очереди оснащена также гостиницей для обслуживающего персонала и имеет свое собственное название "Посейдон".[7]